# 29 Herculis
h Herculis
Désignations
29 Herculis (en abrégé 29 Her) est une étoile géante de la constellation boréale d'Hercule, située à quelques degrés d'Omega Herculis. Elle porte également la désignation de Bayer de h Herculis, 29 Herculis étant sa désignation de Flamsteed. L'étoile est visible à l'œil nu avec une magnitude apparente de 4,84. D'après la mesure de sa parallaxe annuelle par le satellite Hipparcos, elle est distante d'environ ∼ 351 a.l. (∼ 108 pc) de la Terre. Elle s'éloigne du Système solaire à une vitesse radiale de +3 km/s. L'étoile possède un mouvement propre relativement important, traversant la sphère céleste à un rythme de 0,195 seconde d'arc par an.
29 Herculis est une étoile géante rouge évoluée de type spectral K4,5 III. Son spectre montre une surabondance en éléments générés par le processus α, en particulier le silicium. C'est une étoile variable suspectée de type inconnu, dont la magnitude apparente semble varier entre 4,82 et 4,85. Elle est estimée être âgée de 6,53 milliards d'années et elle est 1,19 fois plus massive que le Soleil. Le rayon de l'étoile est devenu 42 fois plus grand que le rayon solaire, elle est autour de 384 fois plus lumineuse que le Soleil et sa température de surface est de 3 958 K.